# Pteronymia evonia
Pteronymia evonia är en fjärilsart som beskrevs av Richard Haensch 1905. Pteronymia evonia ingår i släktet Pteronymia och familjen praktfjärilar. Inga underarter finns listade.